# 小野留嘉
小野 留嘉（おの とめよし、1900年11月10日 - 1987年5月31日）は、国営競馬ならびに日本中央競馬会 (JRA) の騎手で、京都競馬場→栗東トレーニングセンターに所属していた調教師。

## 略歴
北海道・小樽市出身、1928年に相羽仙一厩舎の騎手見習となり、1930年に騎手となるが、1938年にいったん騎手を廃業している。
戦後、繋駕速歩競走の復活に備え、1954年に助手として鈴木甚吉厩舎に復帰し、翌1955年3月1日に速歩競走の騎手免許を再取得した。当時54歳であった。
その後は、大久保亀治厩舎の所属となり、中央競馬で速歩競走が廃止される1968年まで騎手を務め、1969年より調教師へ転向した。なお、引退年度の1968年は騎乗記録なし。騎手引退時の年齢は68歳で、速歩競馬の騎手とは言え、高齢まで現役を続けた騎手であった。
調教師では、初年度の1969年にCBC賞をアトラスで勝つなど、通算204勝を挙げたが、1987年に87歳で死去した。当時は定年制実施前のため、最後まで現役調教師であった。

## 成績

### 騎手成績
- 53勝（中央競馬となった1954年以降の記録）

### 調教師成績
- JRA通算 2190戦204勝

## 主な厩舎所属者
※太字は門下生。括弧内は厩舎所属期間と所属中の職分。
- 武宏平（1968年-1969年 調教助手）
- 牧野三雄（1974年-1975年 騎手）